# Choco (album)
Choco is de derde lp van de Belgische rockgroep TC Matic uit 1983.

## Tracklist
1. If You Wanna Dance, Dance, If You Don't , Don't
2. Ha Ha
3. L'Amour N'est Pas Avec Moi
4. Arrividerci solo
5. Living On My Instinct
6. Call Me Up
7. Putain Putain
8. Being Somebody Else
9. They Never Make You Laugh

## Meewerkende artiesten
- Jean-Marie Aerts (elektrische gitaar)
- Ferre Baelen (basgitaar)
- Rudy Cloet (drums)
- Dirk Demeulemeester (blazerssectie)
- Frank Deleersnijder (blazerssectie)
- Freddy Feys (accordeon, blazerssectie)
- Serge Feys (klavier)
- Arno Hintjens (zang)
- Julia Lo'Ko (backing vocals)